# Брейшо, Тедди
Э́двард Бре́йшо (англ. Edward Brayshaw), более известный как Те́дди Бре́йшо (англ. Teddy Brayshaw; 6 октября 1863 — 20 ноября 1908) — английский футболист, хавбек. Выступал за футбольные клубы «Олл Сейнтс», «Уолкли», «Уэнсдей», «Гримсби Таун» и «Честерфилд Рейнджерс», а также за национальную сборную Англии.

## Биография
Родился 6 октября 1863 года в Шеффилде в семье полицейского детектива. В марте 1867 года его отец умер. Тедди начал футбольную карьеру в клубах «Олл Сейнтс» и «Уолкли». В 1884 году стал игроком клуба «Уэнсдей». Дебютировал за «сов» 8 ноября 1884 года в матче первого раунда Кубка Англии против клуба «Лонг Итон Рейнджерс».
В сезоне 1886/87, после того как «Уэнсдей» не успел зарегистрироваться для участия в Кубке Англии, Брейшо и несколько других игроков сыграли за клуб «Локвуд Бразерс». Команде удалось дойти в Кубке Англии до пятого раунда (1/8 финала), где она проиграла клубу «Вест Бромвич Альбион».
5 февраля 1887 года Брейшо провёл свою единственную игру за сборную Англии, выйдя на поле на позиции правого хавбека в матче Домашнего чемпионата против сборной Ирландии на стадионе «Брэмолл Лейн» в Шеффилде, который завершился разгромной победой англичан со счётом 7:0. Он стал шестым игроком «Уэнсдей», сыгравшим за сборную Англии.
В сезоне 1889/90 в составе «Уэнсдей» выиграл первый в истории сезон Футбольного альянса — футбольной лиги в Англии, организованный в качестве альтернативы Футбольной лиги, которая была создана сезоном ранее. В том же сезоне помог команде дойти до финала Кубка Англии, в котором «совы» были разгромлены клубом «Блэкберн Роверс» со счётом 6:1.
Брейшо выступал за «Уэнсдей» до 1891 года, был капитаном команды, сыграв за неё 19 матчей и забив 1 гол в рамках Кубка Англии. В игре против «Ноттингем Форест» получил переломы костей левой стопы, после чего объявил о завершении карьеры игрока. Однако в 1892 году попытался вернуться к профессиональным выступлениям, став игроком клуба «Гримсби Таун». Провёл за команду два матча в Футбольной лиге (Второй дивизион): 3 сентября 1892 года против клуба «Нортуич Виктория» и 24 декабря 1892 года против клуба «Кру Александра».
В апреле 1893 года стал игроком клуба «Честерфилд Рейнджерс». Впоследствии выступал за «Уэнсдей Уондерерс» (резервную команду «Уэнсдей»). По некоторым свидетельствам, в 1901 году он ещё продолжал играть на любительском уровне.

## Достижения
«Уэнсдей»
- Чемпион Футбольного альянса: 1889/90
- Финалист Кубка Англии: 1889/90

## Вне футбола
По профессии был плотником. Управлял пабами в Шеффилде. В 1907 году пытался совершить самоубийство. Год спустя умер в психиатрической клинике Уэст Райдинг в Мидвуде, Шеффилд.